# Jagdstaffel 29
Jagdstaffel 29 – Königlich Preußische Jagdstaffel Nr. 29 – Jasta 29 jednostka lotnictwa niemieckiego Luftstreitkräfte z okresu I wojny światowej.

## Informacje ogólne
Jednostka została utworzona 28 grudnia 1916 roku w Hanowerze na terenie Fliegerersatz Abteilung Nr. 5. Pierwszym dowódcą jednostki został kapitan Herman Palmer.
Po organizacji eskadry skierowano ją na front 15 lutego 1917 roku pod dowództwem porucznika Ludwig Dornheim w rejon operacyjny 3 Armii. Pierwsze zwycięstwo dla eskadry odniósł brat Karla Allmenröder Wilhelm zestrzeliwując balon obserwacyjny 16 marca 1917 roku. Miesiąc później jednostka została przeniesiona w dowództwo 1 Armii, a 29 kwietnia zginął w walce jej ówczesny dowódca Ludwig Dornheim. Jego miejsce zajął przybyły z Jagdstaffel 11 podporucznik Kurt Wolff, mający już na swoim koncie 29 potwierdzonych zwycięstw. 2 lipca Wolff powrócił do swojej macierzystej jednostki i objął jej dowództwo.
Piloci eskadry latali na samolotach: Albatros D.III, Pfalz D.VIII, Fokker D.VII oraz Fokker Dr.I.
Jasta 29 w całym okresie wojny odniosła ponad 96 zwycięstw nad samolotami nieprzyjaciela. W okresie od stycznia 1917 do listopada 1918 roku jej straty wynosiły 13 zabitych w walce, 2 zabitych w wypadkach, 12 rannych oraz 1 pilot w niewoli.
Łącznie przez jej personel przeszło 11 asów myśliwskich:
Harald Auffarth (22), Rudolf Klimke (15), Wilhelm Neuenhofen (24), Karl Pech (9), Fritz Kieckhäfer (13), Siegfried Westphal (6), Otto Schmidt (5), Günther Schuster (3), Eugen Siempelkamp (2), Kurt Wolff (2), Erwin Böhme (1), Theodor Dahlmann (1).

## Dowódcy Eskadry
| Stopień      | Nazwisko        | Okres                   |
| ------------ | --------------- | ----------------------- |
| Kapitan      | Hermann Palmer  | 31.01.1917 – 5.02.1917  |
| Podporucznik | Ludwig Dornheim | 5.02.1917 – 29.04.1917  |
| Podporucznik | Kurt Wolff      | 6.05.1917 – 2.07.1917   |
| Podporucznik | Erwin Böhme     | 2.07.1917 – 18.08.1917  |
| Porucznik    | Otto Schmidt    | 19.08.1917 – 18.10.1917 |
| Porucznik    | Harald Auffarth | 19.10.1917 – 28.09.1918 |
| Porucznik    | Hans Holthusen  | 28.08.1918 – 11.11.1918 |